# Magdalena Burger
Magdalena Burger (* 5. November 2005) ist eine deutsche Nordische Kombiniererin.

## Werdegang

### Jugend
Burger, die für den SC Partenkirchen startet, gab am 8. Februar 2019 beim Schüler-Skisprungwettbewerb im Rahmen der Nordischen Skispiele der OPA in Kandersteg ihr internationales Debüt. Ihren ersten Wettkampf in der Nordischen Kombination absolvierte sie rund ein halbes Jahr später am 9. August beim Alpencup-Wettbewerb in Bischofsgrün. In den folgenden Jahren nahm sie regelmäßig an Nachwuchswettbewerben im Skispringen und der Nordischen Kombination teil. Bei den Nordischen Skispielen der OPA 2020 in Villach wurde Burger Siebte im Einzel und gewann darüber hinaus gemeinsam mit Katharina Hieber und Cindy Haasch die Silbermedaille in der Staffel. Ihre erste Podestplatzierung im Einzel auf internationaler Ebene gelang im Alpencup am 13. März 2021 in Prémanon. Eine Woche später wurde Burger vor Marie Naehring und Cindy Haasch Deutsche Jugendmeisterin in Oberhof.
Burger stand im Aufgebot für das Ende März 2022 in Vuokatti stattfindende Europäische Olympische Jugendfestival. Im Gundersen Einzel belegte sie den vierten Rang. Im Mixed-Team-Bewerb gewann sie gemeinsam mit Cindy Haasch, Benedikt Gräbert und Tristan Sommerfeldt die Silbermedaille. Bei den Nordischen Junioren-Skiweltmeisterschaften 2023 in Whistler erreichte Burger den siebten Rang. In der Saison 2024/25 startete Burger lediglich im Alpencup.

### Frauen
Am 4. September 2021 debütierte Burger in Oberhof im Grand Prix, der höchsten Wettkampfserie im Sommer. Mit der sechstbesten Sprungleistung legte Burger den Grundstein für den zwölften Platz in der Tageswertung. Nach weiteren Punktgewinnen am folgenden Tag schloss sie den Grand Prix auf dem 21. Rang der Gesamtwertung ab. Bei den deutschen Meisterschaften Ende Oktober in Oberhof und Zella-Mehlis belegte Burger mit zweieinhalb Minuten Rückstand auf die Siegerin Jenny Nowak den fünften Rang im Gundersen Einzel. Am 18. Februar 2022 ging Burger in Eisenerz erstmals im Continental Cup an den Start und belegte dabei bei einem Teilnehmerfeld von 34 Athletinnen den 16. Platz. Nur wenige Wochen später stand sie erstmals im deutschen Weltcup-Aufgebot. So gab sie am 12. März beim Heim-Weltcup in Schonach ihr Debüt auf höchster Ebene und belegte dabei den 19. Platz.
Im Winter 2022/23 war Burger fester Bestandteil des deutschen Weltcup-Teams. Ihr bestes Resultat erzielte sie dabei zu Saisonbeginn in Lillehammer mit dem elften Rang. In der Gesamtweltcupwertung belegte sie den 19. Platz. Daran konnte Burger in der folgenden Saison nicht anknüpfen. Nur in Lillehammer trat sie im Weltcup an. Dort holte sie bei einem Teilnehmerfeld von 28 Athletinnen an beiden Wettkampftagen Punkte, konnte sich mit den Rängen 23 und 21 aber nicht für weitere Einsätze empfehlen.

## Statistik

### Weltcup-Platzierungen
| Saison  | Platz | Punkte |
| ------- | ----- | ------ |
| 2021/22 | 32.   | 027    |
| 2022/23 | 19.   | 119    |
| 2023/24 | 36.   | 038    |

### Grand-Prix-Platzierungen
| Saison | Platz | Punkte |
| ------ | ----- | ------ |
| 2021   | 21.   | 038    |
| 2023   | 19.   | 092    |

### Continental-Cup-Platzierungen
| Saison  | Platz | Punkte |
| ------- | ----- | ------ |
| 2021/22 | 27.   | 030    |
| 2023/24 | 48.   | 049    |

### Platzierungen bei deutschen Meisterschaften
| Jahr und Ort      | Wettbewerb | Wettbewerb |
| Jahr und Ort      | Einzel     | Teamsprint |
| ----------------- | ---------- | ---------- |
| 2020 Oberstdorf   | 07.        | —          |
| 2021 Oberhof      | 05.        | —          |
| 2022 Hinterzarten | 04.        | 03.        |
| 2023 Klingenthal  | 05.        | 03.        |
| 2024 Oberhof      | 11.        | 05.        |

## Privates
Burger besucht das Gertrud-von-le-Fort-Gymnasium in Oberstdorf, wo sie nach Sophia Maurus als erst zweite Kombiniererin im Skiinternat Oberstdorf lebt.